# Мурведр

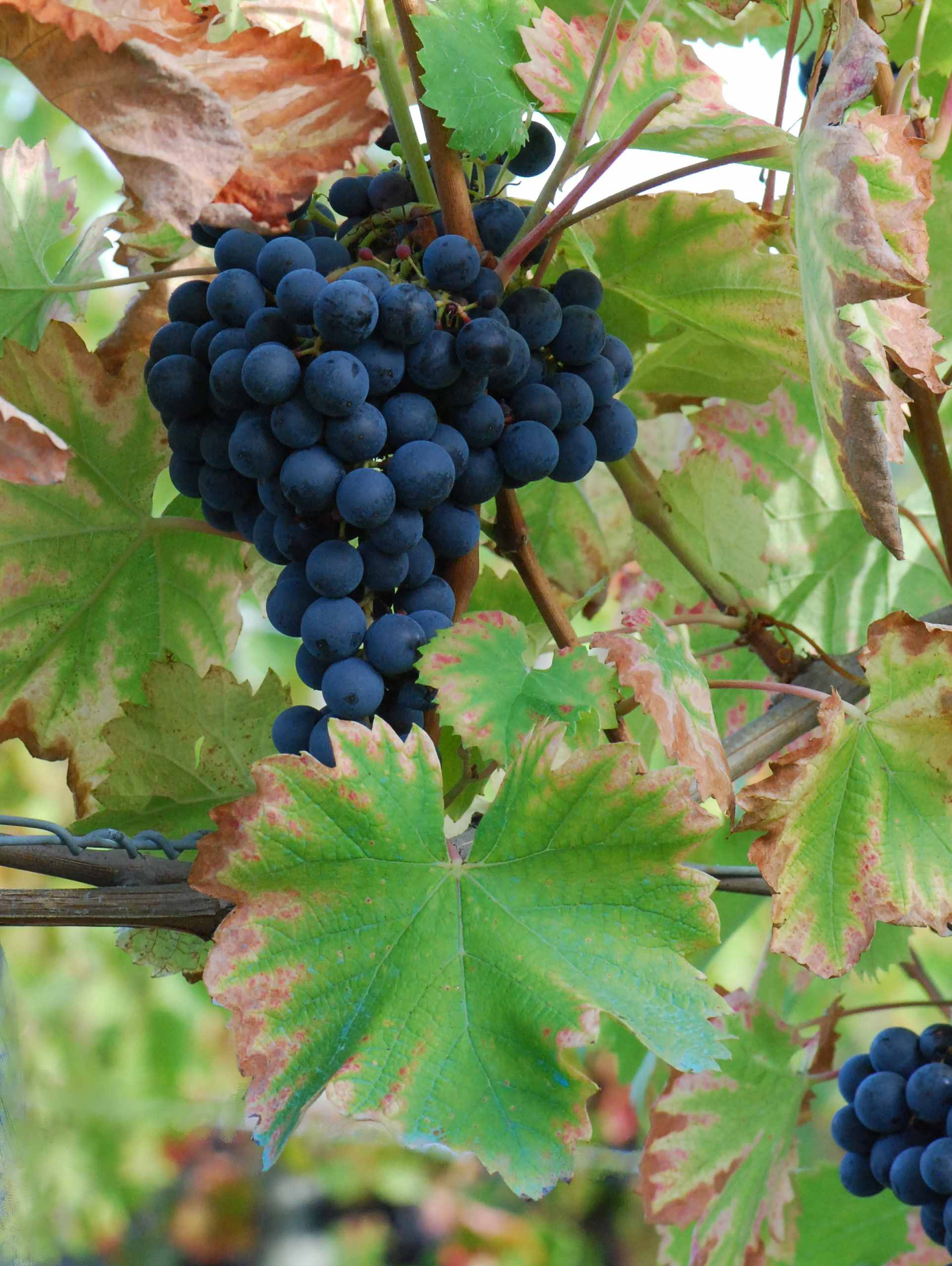
Гроно Монастрелю

Мурведр, Монастрель або Матаро (фр. «Mourvèdre», ісп. «Monastrell») — технічний сорт червоного винограду іспанського походження.

## Історія
Вважається, що сорт походить з Іспанії та існував на цій території з часів фінікійців (500 р. до н.е.), але достеменно це невідомо. Перша письмова згадка про Монастрель в Іспанії датується 1460 роком, у Франції — XVI сторіччям.. Дуже сильно постраждав від епідемії філоксери у 1880-ті роки.

## Розповсюдження
Сорт вирощується в Іспанії (Аліканте, Валенсія, виноробні зони ісп. «D.O. Jumilla», «D.O. Bullas», «D.O. Yecla»), Португалії (долина Доуру), Франції (Прованс та південна частина долини Рони), Австралії, США (Каліфорнія), Україні (Крим), Росії (Кубань).

## Характеристики сорту
Пізньостиглий сорт, полюбляє спекотний клімат. До ґрунтів невибагливий, але найкращі врожаї отримують на ґрунтах з великим вмістом крейди. Кущі сильнорослі. Листя середнє, округле або витягнуте в довжину зі злегка відгинаються донизу краями, майже цільне або слаборозсічене, трилопатеве, знизу вкрите густим опушенням. Черешкова виїмка відкрита, ліроподібна, з округлим або слабо загостреним дном, іноді закрита з яйцеподібним просвітом. Квітки у сорту двостатеві. Грона середні, конічні або цилиндроконічні з добре розвиненими верхніми лопатями, дуже щільні. Ягоди Мурведру середні, округлі або слабо овальні, темно-сині, вкриті рясним шаром кутину. Шкірочка товста, досить міцна. Визрівання пагонів гарне. Врожайність в посушливих умовах 60-70 ц з гектара, при поливі — 120-200 ц з гектара. До грибкових захворювань сорт винограду Мурведр не стійкий, відрізняється високою посухостійкістю.

## Характеристики вина
Вина з Мурведру мають насичений колір та високий рівень танінів, має аромати ожини та вишні, у смаку відчуваються ноти фруктів, дичини та шкіри. Мають досить високий вміст алкоголю та гарний потенціал для витримки. Моносортові вина зустрічаються рідко, частіше сорт використовується у купажах (в Іспанії дуже розповсюджений купаж Гренаш-Сіра-Мурведр).